# Peperomia orbiculimba
Peperomia orbiculimba är en pepparväxtart som beskrevs av Truman George Yuncker. Peperomia orbiculimba ingår i släktet peperomior, och familjen pepparväxter. Utöver nominatformen finns också underarten P. o. mathuataensis.